# M'Sila
M'Sila (in arabo المسيلة‎?) è una città dell'Algeria, capoluogo della provincia omonima. M'Sila fu scelta dal governo algerino come città pilota in un programma di sedentarizzazione delle popolazioni nomadi algerine; il quartiere di Maader è stato realizzato appositamente a questo scopo.
In questa città nacque il poeta arabo-siciliano Ibn Rashī´q.